# オードリー・ペレス
オードリース・ジョエル・ペレス（Audris Joel Pérez, 1988年12月23日 - ）は、ドミニカ共和国サン・クリストバル州サン・クリストバル市サバナ・グレンデ・デ・パレンケ出身のプロ野球選手（捕手）。右投右打。北米独立リーグ・フロンティアリーグのエバンズビル・オッターズ所属。

## 経歴

### プロ入りとカージナルス時代
2008年3月20日にセントルイス・カージナルスと契約。ルーキー級ドミニカン・サマーリーグ・カージナルスでプロデビューし、46試合に出場して打率.322・7本塁打・40打点・3盗塁の成績を残した。8月からルーキー級ガルフ・コーストリーグ・カージナルスでプレーし、4試合に出場した。
2009年はルーキー級アパラチアンリーグのジョンソンシティ・カージナルスでプレーし、40試合に出場して打率.258・9本塁打・23打点・1盗塁の成績を残した。
2010年はA-級バタビア・マックドッグスでプレーし、45試合に出場して打率.315・4本塁打・47打点・2盗塁の成績を残した。
2011年はまずA+級パームビーチ・カージナルスでプレーし、22試合に出場して打率.291・3本塁打・10打点の成績を残した。5月にAA級スプリングフィールド・カージナルスへ昇格。59試合に出場して打率.261・8本塁打・37打点の成績を残した。
2012年はAA級スプリングフィールドで81試合に出場して打率.263・4本塁打・42打点の成績を残した。
2013年はまずAA級スプリングフィールドでプレーし、57試合に出場して打率.209・6本塁打・26打点の成績を残した。7月にAAA級メンフィス・レッドバーズへ昇格。25試合に出場して打率.211・7打点の成績を残した。9月3日にカージナルスとメジャー契約を結び、9月15日のシアトル・マリナーズ戦でメジャーデビュー。10点リードの8回表から捕手の守備に就いたが、打席には立たなかった。9月28日のシカゴ・カブス戦では、7回裏に代打として起用されたが、1打数無安打に終わった。この年は2試合に出場し、打率.000だった。
2014年3月13日にAAA級メンフィスへ異動し、そのまま開幕を迎えた。9月8日に戦力外となった後、10日に40人枠を外れる形でAAA級メンフィスへ配属された。この年はAAA級メンフィスで62試合に出場して打率.292・6本塁打・33打点の成績を残し、メジャーでは1試合1打席（四球）のみの出場だった。オフの11月3日にFAとなった。

### ロッキーズ傘下時代
2014年11月19日にコロラド・ロッキーズとマイナー契約を結び、2015年のスプリングトレーニングに招待選手として参加することになった。

### オリオールズ傘下時代
2015年3月31日に金銭トレードで、ボルチモア・オリオールズへ移籍した。この年は傘下のAAA級ノーフォーク・タイズで78試合に出場して打率.243、2本塁打、21打点の成績を残した。
2016年もAAA級ノーフォークでプレーし、84試合に出場して打率.291、6本塁打、38打点の成績を残した。
2017年はAA級ボウイ・ベイソックスとAAA級ノーフォークでプレーし、2球団合計で54試合に出場して打率.296、2本塁打、22打点の成績を残した。オフの11月6日にFAとなった。
2018年1月19日にマイナー契約で再契約した。この年はAA級ボウイとAAA級ノーフォークでプレーし、2球団合計で43試合に出場して打率.239、11本塁打・28打点の成績を残した。11月2日にFAとなった。

### オリオールズ退団後
2019年以降は母国ドミニカのウィンターリーグ（LIDOM）のみでプレー。
2021年12月22日に北米独立リーグ・フロンティアリーグのエバンズビル・オッターズと契約した。

## 詳細情報

### 年度別打撃成績
| 年 度    | 球 団    | 試 合 | 打 席 | 打 数 | 得 点 | 安 打 | 二 塁 打 | 三 塁 打 | 本 塁 打 | 塁 打 | 打 点 | 盗 塁 | 盗 塁 死 | 犠 打 | 犠 飛 | 四 球 | 敬 遠 | 死 球 | 三 振 | 併 殺 打 | 打 率 | 出 塁 率 | 長 打 率 | O P S |
| -------- | -------- | ----- | ----- | ----- | ----- | ----- | -------- | -------- | -------- | ----- | ----- | ----- | -------- | ----- | ----- | ----- | ----- | ----- | ----- | -------- | ----- | -------- | -------- | ----- |
| 2013     | STL      | 2     | 1     | 1     | 0     | 0     | 0        | 0        | 0        | 0     | 0     | 0     | 0        | 0     | 0     | 0     | 0     | 0     | 1     | 0        | .000  | .000     | .000     | .000  |
| 2014     | STL      | 1     | 1     | 0     | 0     | 0     | 0        | 0        | 0        | 0     | 0     | 0     | 0        | 0     | 0     | 1     | 0     | 0     | 0     | 0        | ----  | 1.000    | ----     | 1.000 |
| MLB：2年 | MLB：2年 | 3     | 2     | 1     | 0     | 0     | 0        | 0        | 0        | 0     | 0     | 0     | 0        | 0     | 0     | 1     | 0     | 0     | 1     | 0        | .000  | .500     | .000     | .500  |

- 2021年度シーズン終了時

### 年度別守備成績
| 年 度 | 球 団 | 捕手（C） | 捕手（C） | 捕手（C） | 捕手（C） | 捕手（C） | 捕手（C） | 捕手（C） | 捕手（C） | 捕手（C） | 捕手（C） |
| 年 度 | 球 団 | 試 合     | 刺 殺     | 補 殺     | 失 策     | 併 殺     | 守 備 率  | 捕 逸     | 許 盗 塁  | 盗 塁 刺  | 阻 止 率  |
| ----- | ----- | --------- | --------- | --------- | --------- | --------- | --------- | --------- | --------- | --------- | --------- |
| 2013  | STL   | 1         | 1         | 0         | 0         | 0         | 1.000     | 0         | 0         | 0         | .000      |
| MLB   | MLB   | 1         | 1         | 0         | 0         | 0         | 1.000     | 0         | 0         | 0         | .000      |

- 2021年度シーズン終了時

### 背番号
- 63（2013年 - 2014年）